# Роттер, Эмилия
Э́милия Ро́ттер (венг. Rotter Emília; 8 сентября 1906 года, Будапешт, Венгрия — 28 января 2003 года, Будапешт, Венгрия) — венгерская фигуристка, выступавшая в парном разряде. В паре с Ласло Соллашем она — двукратный бронзовый призёр зимних Олимпийских игр в Лэйк-Плэсиде и Гармиш-Партенкирхене, трёхкратная чемпионка мира 1933 — 1935, чемпионка Европы 1934, и шестикратная чемпионка Венгрии 1931 — 1936.

## Результаты выступлений
| Соревнования       | 1929 | 1930 | 1931 | 1932 | 1933 | 1934 | 1935 | 1936 |
| ------------------ | ---- | ---- | ---- | ---- | ---- | ---- | ---- | ---- |
| Олимпийские игры   |      |      |      | 3    |      |      |      | 3    |
| Чемпионаты мира    | 5    |      | 1    | 2    | 1    | 1    | 1    |      |
| Чемпионаты Европы  |      | 2    | 2    |      |      | 1    |      |      |
| Чемпионаты Венгрии |      |      | 1    | 1    | 1    | 1    | 1    | 1    |